# Physocephala longicornis
Physocephala longicornis är en tvåvingeart som beskrevs av Krober 1915. Physocephala longicornis ingår i släktet Physocephala och familjen stekelflugor.
Artens utbredningsområde är Tanzania. Inga underarter finns listade i Catalogue of Life.